# 符騰堡-霍亨索倫
符騰堡-霍亨索倫（德語：Württemberg-Hohenzollern）是1945年在西德建立的州，是第二次世界大戰後法國佔領區的一部分。它的首都是圖賓根。1952年，它和符騰堡-巴登及南巴登合併成為了新的巴登-符騰堡州。